# Benny Andersson
Göran Bror „Benny” Andersson, wym. [ˈjœːɾan bɾuːɾ ˈbɛnʏ ˈandɛˌʂɔn] (ur. 16 grudnia 1946 w Sztokholmie) – szwedzki kompozytor, multiinstrumentalista i aranżer.
W drugiej połowie lat 60. członek popularnej w Szwecji grupy Hep Stars. Współtwórca i współautor muzyki i tekstów zespołu ABBA. Po rozpadzie grupy wraz z Björnem Ulvaeusem rozpoczął twórczość musicalową, współtworzył spektakle: Chess, Kristina från Duvemåla i Mamma Mia! Okazjonalnie pisze muzykę do filmów. Od 2001 prowadzi zespół Benny Anderssons Orkester.

## Życiorys
Zainspirowany ojcem, Göstą Anderssonem, który wraz ze swoim ojcem często grał na akordeonie, w wieku sześciu lat podjął naukę gry na tym instrumencie. Później zaczął grać także na pianinie. Wraz z ojcem i dziadkiem często słuchał muzyki folkowej, ale największy wpływ na zainteresowanie chłopaka muzyką miała twórczość Elvisa Presleya. Będąc nastolatkiem, założył rodzinę, a żeby ją utrzymać, porzucił szkołę i zatrudnił się w agencji mieszkaniowej Svenska Böstader, w której pracował także jego ojciec.
W 1964 zaczął występować w instrumentalnym zespole Elverkets Spelmanslag, dla którego napisał m.in. utwór „Baby Elephant”. Następnie został keyboardzistą w grupie Hep Stars, która cieszyła się dużą popularnością w Szwecji. Z zespołem wylansował m.in. przeboje: „Cadillac”, „Farmer John”, „Sunny Girl” i „Wedding”. W 1966 podczas trasy koncertowej z formacją poznał Björna Ulvaeusa z zespołu The Hootenanny Singers, z którym wkrótce napisał piosenkę „Isn’t It Easy to Say” dla Hep Stars. Za namową Stiga Andersona, menedżera The Hootenanny Singers i założyciela wytwórni Polar Music, panowie nawiązali trwałą współpracę przy pisaniu piosenek, stworzyli m.in. piosenki „Ljuva sextiotal” dla Rity Borg czy „Speleman” dla Hep Stars. Zaczęli także grywać z innymi zespołami na scenie, a w 1970 wydali album pt. Lycka. W tym okresie współpracował także z Lassem Berghagenem, z którym napisał m.in. utwór „Hej, Clown” dla Jana Malmsjö na potrzeby jego udziału w programie Melodifestivalen 1969, stanowiącym krajowe eliminacje do Konkursu Piosenki Eurowizji. Ponadto zadebiutował także jako kompozytor filmowy, tworząc ścieżkę dźwiękową m.in. do filmu Inga II: The Seduction Of Inga (1969), która – wydana jako The Little Girl of the Cold Wind – dotarła do pierwszego miejsca na liście sprzedaży w Japonii.
W latach 1972–1982 wraz z Agnethą Fältskog, Björnem Ulvaeusem i Anni-Frid Lyngstad był muzykiem zespołu ABBA, z którym nagrał i wydał osiem albumów studyjnych: Ring Ring (1973), Waterloo (1974), ABBA (1975), Arrival (1976), The Album (1977), Voulez-Vous (1979), Super Trouper (1980) i The Visitors (1981), a także napisał większość piosenek formacji.
Pod koniec 1981 wraz z Björnem Ulvaeusem nawiązał współpracę z Timem Rice’em, której efektem był musical Chess, który miał premierę w 1984. Napisany przez nich singiel promujący spektakl, „One Night in Bangkok”, stał się wielkim przebojem. W tym okresie obaj współpracowali z rodzeństwem Karin i Andersem Glenmarkami, tj. duetem Gemini, dla których napisali znaczną część materiału na ich dwa pierwsze albumy: Gemini (1984), zawierający m.in. pisany z myślą o ABB-ie singiel „Just Like That”, i Geminism (1987).
W drugiej połowie lat 80. wydał dwa solowe albumy: Klinga mina klockor (1987) i November 1989 (1989). Powrócił także do komponowania muzyki filmowej, tworząc ścieżkę dźwiękową do filmu Mio in the Land of Faraway (1987).
W 1995 wystawił z Ulvaeusem kolejny autorski musical – Kristina från Duvemåla, którego fabuła oparta jest na powieści Vilhelma Moberga Emigranci. Spektakl cieszył się dużym zainteresowaniem publiczności i zebrał przychylne recenzje prasy. W tym okresie odrzucili także propozycję złożoną przez Tima Rice’a do napisania piosenek do filmu animowanego Król lew.
W 1999 w Londynie premierę miał musical Mamma Mia!, który współtworzył m.in. z Ulvaeusem i którego akcja opierała się na przebojach ABB-y. Spektakl cieszył się dużym zainteresowaniem publiczności, w kolejnych latach wystawiany był m.in. w Australii, Stanach Zjednoczonych i krajach Europy, a także w Chinach. W 2000 napisał ścieżkę dźwiękową do filmu Songs from The Second Floor.
W 2001 założył folkowy zespół Benny Andersson Orkester. W kwietniu 2007 ich utwór „Du är min man” pobił krajowy rekord najdłuższej obecności na szwedzkiej liście przebojów, pozostając w notowaniu przez 143 tygodnie.
W 2004 zagrał epizodyczną rolę w minifilmie pt. Our Last Video Ever, który został następnie wydany na płycie DVD jako The Last Video. W 2008 premierę miała amerykańska ekranizacja musicalu Mamma Mia!, nad którą pracował i w której zaliczył rolę cameo.
W 2013 wraz z Ulvaeusem i Kristiną Lugn wystawił premierowo musical Hjälp sökes, a także napisali z Aviciim utwór „We Write the Story” na potrzeby 63. Konkursu Piosenki Eurowizji organizowanego w Malmö.

## Życie prywatne
W wieku 15 lat poznał Christinę Gröneall, z którą doczekał się dwojga dzieci: syna Petera (ur. 1963) i córki Heleny (ur. 1965). 7 października 1978 poślubił Anni-Frid Lyngstad, z którą rozwiódł się w 1981. W tym samym roku poślubił prezenterkę telewizyjną Monę Nörklit, z którą ma syna, Ludviga (ur. 1982).
Zamieszkał na wyspie Djurgården w Sztokholmie.
Zmagał się z uzależnieniem od alkoholu.

## Dorobek artystyczny

### Solowe albumy studyjne
- Klinga mina klockor (1987)
- November 1989 (1989)

### Musicale
- Chess (Benny Andersson, Björn Ulvaeus, Tim Rice) – 1984
- Kristina från Duvemåla (Benny Andersson, Björn Ulvaeus) – 1995
- Mamma Mia! (Benny Andersson, Björn Ulvaeus) – 1999–2009

### Filmy
- Mio, mój Mio Władimir Grammatikow – 1987
- Pieśni z drugiego piętra Roy Andersson – 2000
- Do ciebie, człowieku Roy Andersson – 2007
- Mamma Mia! (Benny Andersoon, Björn Ulvaeus, Phyllida Lloyd) – 2008

### Filmografia
- ABBA. Film jako muzyk i wokalista zespołu ABBA (1977)
- Fame in the twentieth century jako on sam (1993)
- Abba: The winner takes it all jako on sam (1999)
- Super Troupers: 30 years of ABBA jako on sam (2004)
- The Ultimate Pop Star jako on sam (2004)
- Mamma Mia! jako pianista na łodzi (2008)
- Mamma Mia: Here We Go Again! jako pianista w utworze Waterloo (2018)

## Odznaczenia
- Kommendör av första klassen Królewskiego Orderu Wazów – 2024[23]